# Министерство на енергетиката на САЩ
Министерството на енергетиката на САЩ (на английски: United States Department of Energy (DOE)) е един от изпълнителните департаменти на САЩ, отговарящ за енергетиката и ядрената безопасност на страната.
Отговаря за производството на ядрени реактори в САЩ, включително за военноморските сили, за производството на електроенергия, разработката и производството на ядрено оръжие, преработката и погребването на радиоактивни отпадъци. Министерството е и научна организация, в структурата на която влизат десетки големи научни лаборатории. Това е институцията, спонсорираща най-много научни изследвания от всички федерални органи на САЩ. Отговаря за ядрената безопасност, в сътрудничество с другите страни, работи над неразпространението на ядреното оръжие и технологии.
Офисите му се намират в югозападен Вашингтон и в северозападното предградие Джърмантаун.
На 2 март 2017 г. президентът Доналд Тръмп назначава Джеймс Ричард (Рик) Пери за министър на енергетиката на САЩ.